# Ferngas Nordbayern
Die Ferngas Nordbayern GmbH hatte ihren Sitz in Bamberg und nachfolgend in Nürnberg und war ein Unternehmen, das Erdgas vertrieb – sowohl für Energieversorger als auch für Industriebetriebe. Eigentümer war zuletzt bis zur Veräußerung im Jahr 2013 der E.ON-Konzern über verschiedene Tochterunternehmen.

## Geschichte
Die Ferngas Nordbayern wurde 1962 in Amberg von den drei Gründern der Ruhrgas aus Essen, der Saar Ferngas aus Saarbrücken und der Luitpoldhütte aus Amberg gegründet. 1963 wurde der Firmensitz von Amberg nach Bamberg verlegt. Der Freistaat Bayern übernahm 1969 die Anteile der Luitpoldhütte. 1971 wurde die Ruhrgas im Rahmen einer Konsolidierung Mehrheitsgesellschafterin der Ferngas Nordbayern. Der Freistaat Bayern veräußerte 1992 seine Beteiligung an der Ferngas Nordbayern  an die Energieversorgung Oberfranken, die später zusammen mit anderen Unternehmen die Bayernwerk (zwischenzeitlich auch E.ON Bayern) wurde. Am 5. November 1993 beteiligte sich die Ferngas Nordbayern an der Gasversorgung Ostbayern und 1995 übertrug die Ruhrgas ihre Stimmanteile auf ihre 100%ige Tochtergesellschaft Ruhrgas Energie Beteiligungs-AG, heute die RGE Holding.
2013 wurde der First State European Diversified Infrastructure Fund Eigentümer der Ferngas. 2014 wurde die Ferngas Nordbayern GmbH in Ferngas Netzgesellschaft mbH umbenannt und der Firmensitz nach Schwaig bei Nürnberg verlegt.

### Kommunalgas Nordbayern GmbH
Die Kommunalgas Nordbayern wurde 1996 in Bamberg gegründet. Die Kommunalgas Nordbayern ist ein 100%iges Tochterunternehmen der Ferngas Nordbayern und versorgte ab dem 1. Januar 1997 die von der Ferngas Nordbayern mit Erdgas belieferten rund 32 Orte und Gemeinden. Am 1. Januar 2006 wurde der gesamte Geschäftsbetrieb der Kommunalgas Nordbayern an die E.ON Bayern verpachtet.